# Morristown (Dakota del Sur)
Morristown es un pueblo ubicado en el condado de Corson en el estado estadounidense de Dakota del Sur. En el Censo de 2010 tenía una población de 67 habitantes y una densidad poblacional de 73,7 personas por km².

## Geografía
Morristown se encuentra ubicado en las coordenadas 45°56′19″N 101°43′8″O / 45.93861, -101.71889, al norte del estado, junto a la frontera con Dakota del Norte. Según la Oficina del Censo de los Estados Unidos, Morristown tiene una superficie total de 0.91 km², de la cual 0.91 km² corresponden a tierra firme y (0%) 0 km² es agua.

## Demografía
Según el censo de 2010, había 67 personas residiendo en Morristown. La densidad de población era de 73,7 hab./km². De los 67 habitantes, Morristown estaba compuesto por el 95.52% blancos, el 0% eran afroamericanos, el 4.48% eran amerindios, el 0% eran asiáticos, el 0% eran isleños del Pacífico, el 0% eran de otras razas y el 0% pertenecían a dos o más razas. Del total de la población el 0% eran hispanos o latinos de cualquier raza.